# كريم ر. لاكهاني
كريم ر. لاكهاني (بالإنجليزية: Karim R. Lakhani) هو مدرس أمريكي، ولد في عقد 1970.